# Там, за Перекопом…
Там, за Перекопом… — полнометражный цветной широкоэкранный документальный фильм в 5 частях о строительстве второй очереди Северо-Крымского канала, снятый на студии ЦСДФ в 1974 году режиссёром Леонидом Кристи.

## Съёмки и сюжет
Летом 1973 года съёмочная группа ЦСДФ отправилась в Крым на съёмки полнометражного цветного широкоэкранного документального фильма под условным названием «Возрождение земли» о проблемах с водой в Керчи и на Керченском полуострове. В фильме показана панорама строительства второй очереди Северо-Крымского канала. Съёмки проходили не только в Керчи, но и в Феодосии, Краснокопске, а также в поселках, расположенных вдоль канала.
Сохранились черно-белые фотографии съёмочных моментов фильма, собранные главным оператом фильма Вадимом Горбатским. Также сохранились публикации газет.
В фильме использованы кадры кинохроники Гражданской войны в России и Великой Отечественной войны. В фильм вошли сюжеты: пейзажи Чёрного моря; виды развалин Херсонеса, археологических раскопок на месте древнего города; виды Феодосии: улицы, здания, набережная, городской пляж; отдыхающие загорают, купаются в море; картинная галерея И. К. Айвазовского. Крым.; пейзажи степи; виды Северо-Крымского канала; искусственный полив полей в совхозе «Таврический»; выращивание кукурузы на полях совхоза; уборка урожая зерновых; выращивание риса, подсолнечника, возделывание плантаций винограда, роз, разведение фруктовых садов в хозяйствах Крыма. Общий вид Красноперекопска: улицы, скверы, здания, публика на улицах города. Добыча железной руды на месторождении Камыш-Бурун. Виды Керчи: морской порт, улицы, здания, движение городского транспорта по улицам города. Вид горы Митридат. Вид поселка Старый Карантин. Быт жителей поселка. Аджимушкайские катакомбы в окрестностях Керчи.

## Съёмочная группа
- Режиссёр: Леонид Кристи
- Авторы сценария: Александр Новогрудский
- Главный оператор: Вадим Горбатский
- Звукооператор: Евгений Шиткин
- Диктор: Леонид Хмара
- Авторы текстов: Радов Г.
- Ассистент оператора: Борис Малик
- Директор картины: Евгений Карпов[1][2]